# Карастояновы
«Карастояновы» (укр. Карастоянови, Братя Карастоянови, болг. Семейство Карастоянови, рабочее название: «Живые или мёртвые, мы будем…») — совместный советско-болгарский цветной четырёхсерийный телевизионный фильм 1983 года режиссёра Николая Мащенко.
Премьера телесериала состоялась в сентябре 1983 года.

## Сюжет
Действие сериала происходит в 1923—1945 годы. Рассказывается о болгарской семье Карастояновых, сторонников коммунистических идей. Показаны события в Болгарии 1920-х годов, эпизоды Сентябрьского восстания 1923 года, его подавление, гибель и аресты членов семьи, мытарства в тюрьмах. Затем бегство в Советский Союз, жизнь в СССР в 1930-е годы, любовь, участие в Великой Отечественной войне, гибель в партизанском отряде.

## В ролях
- Ирина Малышева — Лил / Лилия Карастоянова, дочь Карастоянова, журналистка
- Илья Караиванов — доктор Александр Карастоянов, стоматолог
- Петер Костов — полковник
- Пётр Слабаков — Найден Георгиев
- Иван Гайдарджиев
- Наташа Христова
- Кристина Николаева
- Коста Цонев
- Сергей Бондарчук
- Сергей Нагорный — Саша
- Александр Харитонов — Николай Островский
- Надежда Хиль
- Анатолий Барчук
- Павел Кормунин
- Валерия Заклунная — мать Андрея
- Рома Ивашенко
- Алексей Колесник
- Борислав Брондуков — командир партизанского отряда
- Валентин Черняк —
- Станислав Рий
- Йорданка Кузманова — Иванка
- Екатерина Брондукова
- Леонид Яновский
- Вельо Горанов — поручик
- Василий Молодцов — Алексей Фёдорович Фёдоров, командир партизанского отряда
- Анна Мария Петрова
- Нина Кобеляцкая — эпизод
- Александр Иванов — секретарь ЦК комсомола
- Юрий Мысенков — комбат (нет в титрах)

## Серии
1. серия — 65 мин.
2. серия — 68 мин.
3. серия — 65 мин.
4. серия — 65 мин.

## Съёмочная группа
- Режиссер-постановщик: Николай Мащенко
- Сценаристы: Иван Крумов, Николай Мащенко
- Операторы-постановщики: Феликс Гилевич, Цанчо Цанчев
- Композитор: Кирил Цибулка[болг.]
- Художники-постановщики: Алексей Левченко, Цветана Янкова
- Редактор: Евгений Констатинов, Юрий Морозов
- Директор картины Г. Чужой

## Награды
- Приз за лучшую актёрскую работу (Ирина Малышева) Киевского международного кинофестиваля «Молодость—83».